# Kaasjeskruidfamilie
De kaasjeskruidfamilie (Malvaceae) is een familie van tweezaadlobbige planten. De omschrijving van de familie is in de loop van de tijd sterk gewijzigd. In het APG-systeem (1998), het APG II-systeem (2003) en het APG III-systeem (2009) heeft de familie een grote omvang: ze omvat ook de planten die elders de families Tiliaceae, Bombacaceae en Sterculiaceae vormen. De familie in deze ruime omschrijving wordt wel aangeduid als Malvaceae sensu lato, of Malvaceae sensu APG. Dit in tegenstelling tot de veel kleinere familie in de klassieke zin die dan aangeduid kan worden als Malvaceae sensu stricto. De familie in ruime zin is economisch belangrijk met producten als cacao, katoen en de kolanoot.

## In Nederland
In Nederland komen deze geslachten voor:
- Abutilon
- Althaea, geslacht Heemst
- Malva, geslacht Kaasjeskruid
- Tilia, geslacht Linde

Verder zijn er van de geslachten Alcea, Anoda en Hibiscus vertegenwoordigers verwilderd. In België en Nederland zijn de geslachten kaasjeskruid (Malva) en linde (Tilia) het meest vertegenwoordigd.

## Enkele geslachten en soorten
- Abutilon
- Adansonia (baobab)
- Althaea (geslacht Heemst)
- Chorisia, Gossypium
- Malva (geslacht Kaasjeskruid)
- Theobroma
- Tilia (geslacht Linde)
- Okra (Abelmoschus esculentus)
- Belgische vlag (Abutilon megapotamicum)
  - Abutilon menziesii
- Fluweelblad (Abutilon theophrasti)
- Afrikaanse baobab (Adansonia digitata)
- Australische baobab (Adansonia gregorii)
- Stokroos (Alcea rosea)
- Heemst (Althaea officinalis)
- Indische kapokboom (Bombax ceiba)
- Kapokboom (Ceiba pentandra)
- Doerian (Durio zibethinus)
- Amerikaanse katoen (Gossypium barbadense)
- Behaarde katoen (Gossypium hirsutum)
  - Hibiscadelphus wilderianus
  - Hibiscus insularis
  - Hibiscus mutabilis
- Chinese roos (Hibiscus rosa-sinensis)
- Roselle (Hibiscus sabdariffa)
- Koraalmalve (Hibiscus schizopetalus)
- Althaeastruik (Hibiscus syriacus)
- Waroeboom (Hibiscus tiliaceus)
- Drie-urenbloem (Hibiscus trionum)
  - Lavatera trimestris
- Groot kaasjeskruid (Malva sylvestris)
- Klein kaasjeskruid (Malva neglecta)
- Muskuskaasjeskruid (Malva moschata)
- Vijfdelig kaasjeskruid (Malva alcea)
- Wasmalve (Malvaviscus arboreus)
  - Kokia cookei
  - Kokia lanceolata
- Watercacao (Pachira aquatica)
- Strandpopulier (Thespesia populnea)
- Amerikaanse linde (Tilia americana var. americana)
- Kleinbladige linde of Winterlinde (Tilia cordata)
- Hollandse linde (Tilia europaea)
- Grootbladige linde of Zomerlinde (Tilia platyphyllos)
- Zilverlinde (Tilia tomentosa)
- Cacaoboom (Theobroma cacao)
- Cupuazú (Theobroma grandiflorum)